# LaCoste
LaCoste es una ciudad ubicada en el condado de Medina, en el estado de Texas, Estados Unidos. Según datos del Censo de 2010 tiene una población de 1.119 habitantes y una densidad poblacional de 683,62 personas por km².

## Geografía
LaCoste se encuentra ubicada en las coordenadas 29°18′36″N 98°48′40″O / 29.31000, -98.81111. Según la Oficina del Censo de los Estados Unidos, tiene una superficie total de 1.64 km², de la cual 1.63 km² corresponden a tierra firme y (0.16%) 0 km² a agua.

## Demografía
Según el censo de 2010, había 1.119 personas residiendo en LaCoste. La densidad de población era de 683,62 hab./km². De los 1.119 habitantes, LaCoste estaba compuesto por el 85.61% blancos, el 0.18% eran afroamericanos, el 0.63% eran amerindios, el 0.09% eran asiáticos, el 0% eran isleños del Pacífico, el 10.46% eran de otras razas y el 3.04% pertenecían a dos o más razas. Del total de la población el 60.41% eran hispanos o latinos de cualquier raza.